# Laura Mayne
Pour les articles homonymes, voir Mayne.
 (août 2020).
Si vous disposez d'ouvrages ou d'articles de référence ou si vous connaissez des sites web de qualité traitant du thème abordé ici, merci de compléter l'article en donnant les références utiles à sa vérifiabilité et en les liant à la section « Notes et références ».
Laura Mayne, née le 20 janvier 1968 à Villemomble en France, est une auteure-compositrice-interprète et productrice française.

## Biographie
Elle a grandi entourée d'un père guitariste amateur de boogie et de rock 'n' roll et un frère aîné plus orienté hard rock. Après dix ans passés au conservatoire à apprendre le chant, le solfège et le piano, elle s’exerce sur tous les styles du gospel, du jazz à la soul et au rock dans le groupe de son frère Strike qui remporta le tremplin du Golf-Drouot.
D'abord, un temps choriste avec sa sœur Chris Mayne, notamment du groupe Niagara et de Gérald de Palmas, elle crée avec elle en 1991 le groupe Native, duo soul-acid jazz. Elle rencontre Fred Versailles, collaborateur attitré de NTM, qui produira et composera avec elle le premier album de Native, un album pour lequel Christine Lidon (du groupe Les Bandits) écrira les textes. Sur cet album figure notamment la reprise de Prince Sometimes It Snows In April. 
En 1993, les Native alignent des tubes dont Si la vie demande ça et Tu Planes Sur Moi. Cette dernière chanson boostera les ventes de l'album (400 000 exemplaires écoulés)[réf. nécessaire]. Native sera récompensé en février 1994, par la Victoire de la révélation du meilleur groupe de l'année 1993 et sera successivement nommé dans la catégorie « groupe de l’année » en 1995, 1996 et 1998[réf. nécessaire]. Laura Mayne et sa sœur donneront environ 150 concerts lors d’une tournée en France qui passera par Paris (La Cigale), puis en Belgique, en Suisse et au Canada.
Après ce premier opus, un mini-live sur lequel elles offrent une version de I Want You Back des Jackson Five, sortira à l’occasion du single Sometimes It Snows in April. Ce mini album se vendra à plus de 80 000 exemplaires.[réf. nécessaire]
Laura Mayne sera ensuite choisie par Walt Disney pour incarner la voix chantée de Pocahontas dans le film Pocahontas, une légende indienne. Le single L'air du Vent sortira en novembre 1995.
Le deuxième album studio de Native est composé par Laura Mayne en collaboration avec Rick Nowels, Billy Steinberg, Jon Lind sur des textes de Pascale Hospital (Âme Strong), intitulé Les couleurs de l'amour sortira en mai 1997. Enregistré avec une équipe américaine dont un auteur reconnu, Jon Lind. On y retrouve les chansons L'Éclat De Nos Cœurs, Comme Si et des messages comme Couleurs De L'Amour, Le Saut, Assez, C'est Assez, sans oublier l'hymne de Native Native Theme. Cet album se vendra à plus de 250 000 exemplaires[réf. nécessaire]. Avec Native, Laura sillonne de nouveau le pays lors d’une tournée qui passera par l'Olympia (à trois reprises en 1998), et se poursuivra en Suisse et en Belgique. 
En 1999, le duo disparaît de l'actualité musicale après quelques années de fort succès et plus d’un million de disques vendus. Laura Mayne part vivre en Angleterre. Il faut attendre 2001 pour réentendre parler d'elle, dans des débuts au cinéma au côté de Patricia Kaas dans le film de Claude Lelouch And Now Ladies And Gentleman dont la musique est signée Michel Legrand. Puis, en 2002, elle livre un nouvel album de Native qui s’intitule Laura Mayne Kerbrat sur lequel sa sœur n’apparaît pas. Il faudra attendre presque vingt ans à l’occasion de la sortie du Best-of Native Story pour apprendre que sa sœur avait alors souhaité quitter le groupe. Dans des interviews radios ou dans le magazine Hexagone numéro 20 (de l’été 2021), Laura racontera même que Michel Legrand leur avait proposé de reprendre les Demoiselles de Rochefort en comédie musicale, ce que Chris à décliné, ne laissant à l’époque pas d’autre choix à Laura que de faire de même, même si elle relève que travailler avec ce compositeur était le rêve de sa vie. 
Laura n’a jamais cessé son travail de compositrice et productrice musicale. Elle écrit et compose par exemple pour Julie Zenatti ou encore pour la chanteuse Nâdiya. Comme le titre Ouvre grand ton cœur sur le deuxième album studio de Nâdiya : 16/9. À cette époque, Laura fait de nombreux voyages au Népal, aux États-Unis, au Chili et surtout en Chine où elle vivra deux ans et demi.
Le 20 décembre 2004 Laura Mayne apparaît en duo avec Shazz (artiste electro pop) sur l'album Beautiful. Le titre est une reprise d'Annie Lennox Cold. En 2005, elle compose et écrit El Hamdoulilah pour l'album éponyme Nâdiya sorti en juin 2006. 
Laura Mayne est également la réalisatrice de quatre documentaires sur Yannick Noah, Céline Dion (Si Céline m'était contée), Garou et Shazz, ainsi que d'un clip pour Marianne James sur le titre Les peoples.
En 2008, elle produit un groupe de Rock 50's RockSpell dont le fondateur et leader est Alain Chennevière (voix basse du groupe Pow Wow). Elle a d’ailleurs écrit et composé plusieurs titres avec lui, comme le single de Nâdiya en duo avec Kelly Rowland (ex Destiny's Child) intitulé No Future In The Past ou encore le titre inédit Petite sœur qui apparaît sur le best-of Native Story. 
En 2011, elle enregistre et publie un EP piano-voix intitulé Native Song Book volume 1. Elle indique sur les réseaux sociaux vouloir continuer à faire vivre les chansons de Native et les propose dans ces versions dépouillées. Cette même année, elle retrouve la scène, tantôt en groupe, tantôt en formation piano-voix avec deux choristes. Elle chante au Bus Palladium et au New Morning en tête d’affiche, ou encore en première partie de Boyz II Men à l'Olympia, de Kid Créole au Bataclan, de Trombone Shorty et du groupe Earth Wind & Fire au Trianon.
Un nouveau single intitulé Seule et sans armes sort à l'été 2012. Plusieurs dates de concerts s’ensuivent en France et en Nouvelle Calédonie, alternant des titres inédits et les plus grands succès de Native. 
En 2015, elle retrouve sa sœur pour deux concerts de Native en duo, l’un intimiste à l’hôtel 123-Sébastopol à Paris pour une fête de la musique, l’autre au studio de l’Ermitage. Le public est nombreux et enthousiaste mais ces deux concerts resteront isolés. 
En 2016, Laura retrouve les grandes scènes avec la tournée Top50 qui regroupe les artistes les plus représentatifs des années 90. En plus de son tube Si la vie demande ça, elle rejoint le groupe Pow Wow pour chanter tous les soirs Le chat et Le lion est mort ce soir avec eux.
Toujours active, Laura apparaît ici et là sur des featuring (comme avec ASM ou Geyster) ou lors de concerts caritatifs (comme la soirée Toi mon frère, hommage aux victimes du génocide Arménien et de la Shoah). Au printemps 2021, deux nouvelles versions de Si la vie demande ça sortent, totalement ré-enregistrées et revisitées par deux artistes aux univers différents : Soondclub et Stan Courtois. Ils précèdent un best-of Native Story qui sort à la rentrée 2021, quelques mois après que les trois premiers albums de Native soient rééditées et fassent leur première apparition sur les plateformes de streaming. Ce best-of est notable dans l’histoire du groupe pour deux raisons : la première car le livret du CD contient une mini-bio du groupe écrite par Laura et qui éclaire sur les débuts du groupe, sur son mode créatif, ainsi que sur le départ de Chris. La deuxième raison, c’est la présence du premier titre inédit du groupe depuis deux décennies : Petite sœur. 
À l’automne 2021, Laura retrouve la scène avec une nouvelle équipe artistique pour défendre cette compilation.

## Filmographie
- 2001 : Antilles sur Seine de Pascal Légitimus : une infirmière des urgences
- 2002 : And Now... Ladies and Gentlemen de Claude Lelouch : la chanteuse

## Discographie
avec le groupe Native
- 1993 : Native (réalisé par Fred Versailles avec, notamment, le titre Si la vie demande ça et Tu planes sur moi) (400 000 exemplaires)
- 1995 : Nat(l)ive, mini-album de 6 chansons live  (80 000 exemplaires)
- 1995 : Bande originale du film Pocahontas : Une légende indienne (Pocahontas) de Mike Gabriel et Eric Goldberg en version française
- 1997 : Couleurs de l'amour (250 000 exemplaires)
- 2000 : Native the best (best of)
- 2002 : Laura Mayne-Kerbrat
- 2021 : Si la vie demande ça (Remixes & Rework - EP)
- 2021 : Native Story (best of)

sous le nom Laura Mayne, en solo
- 2011 : Native Song Book, volume 1 (dans lequel elle revisite quatre titres du répertoire Native en version piano-voix, ainsi qu'une reprise de Faith Hill)
- 2012 : Seule et sans arme (single)

## Doublage
- Pocahontas : Une légende indienne : Pocahontas (chant)

## Récompense
- 1994 : Victoire de la musique pour la révélation du groupe de l'année (avec le groupe Native)